# Xã Union, Quận Bollinger, Missouri
Xã Union (tiếng Anh: Union Township) là một xã thuộc quận Bollinger, tiểu bang Missouri, Hoa Kỳ. Năm 2010, dân số của xã này là 1.058 người.